# Seneca den yngre
Lucius Annaeus Seneca, känd som Seneca den yngre, född omkring 4 f.Kr. i Córdoba i Spanien, död 65 i Rom, var en romersk författare, filosof och politiker. Han var son till Seneca den äldre.
Seneca utbildades i Rom i grammatik, retorik och filosofi hos stoikerna. Han var under en kort tid kejsar Neros lärare och hade under Neros första regeringsår en mycket inflytelserik ställning. Han misstänktes för att konspirera mot kejsaren och tvingades att begå självmord. Seneca har för eftervärlden fått betydelse framförallt som stoiker och som författare av tragedier; i synnerhet under renässansen sågs han som ett ideal för dramat och utövade stor påverkan på bland andra Shakespeare. Under medeltiden studerades han också för en påstådd korrespondens med aposteln Paulus, vilken hans bror kommit i kontakt med.

## Biografi

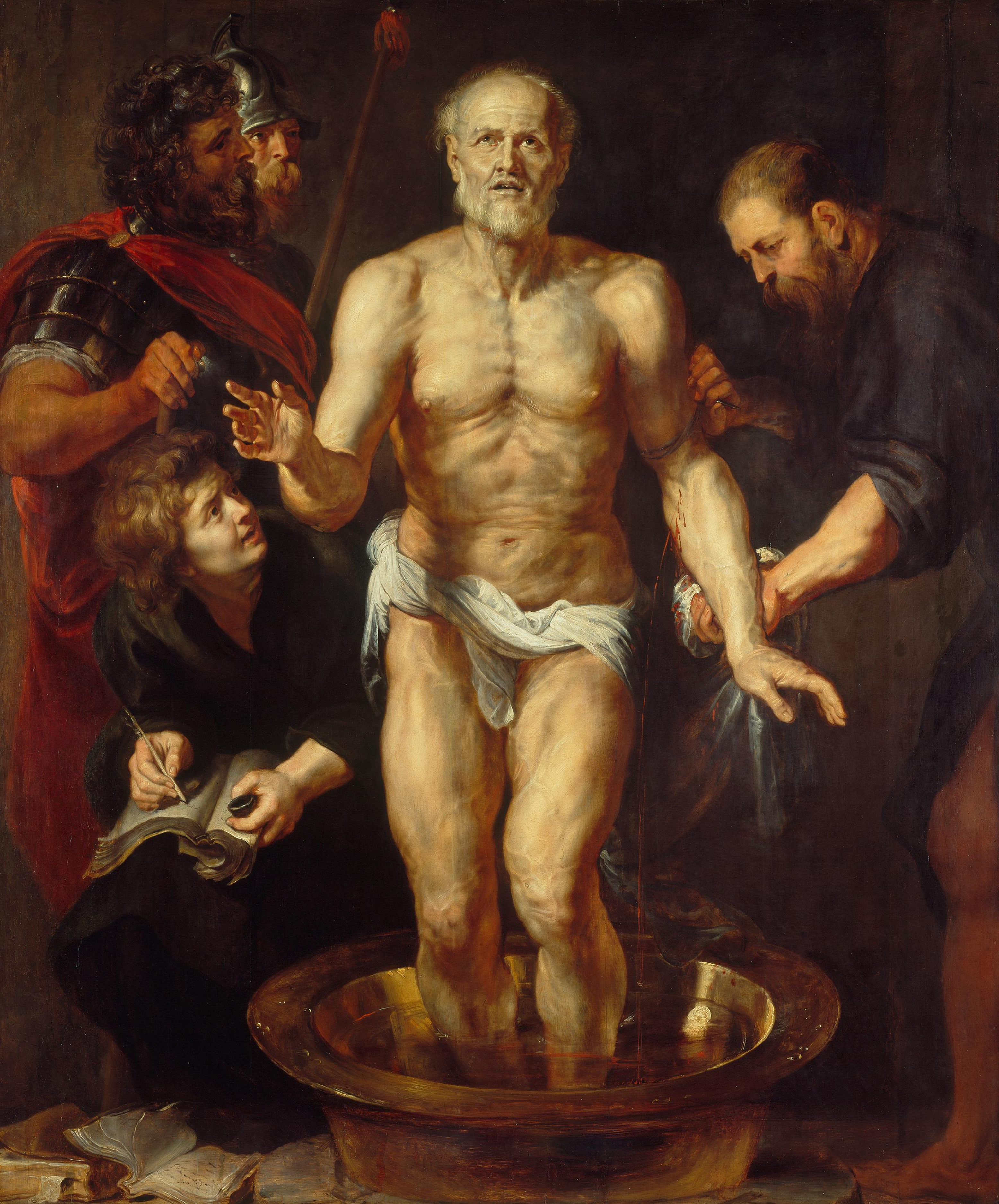
Senecas död. Målning av Rubens.

Seneca den yngre var son till Seneca den äldre och dennes maka Helvia, och erhöll i Rom en vårdad uppfostran; av fadern undervisades han i retorik, av sextierna, det vill säga pythagorén Sotion, stoikern Attalos med flera i filosofi, ett ämne som – jämte naturvetenskapliga frågor – mycket mer intresserade honom. Seneca vistades en tid i Egypten hos sin kvinnliga släkting som var gift med prefekten där, Gaius Galerius. Han återkom till Rom år 31. Hans hälsa var vacklande hela livet.
Han verkade någon tid som sakförare och beträdde med kvesturen ämbetsmannabanan samt blev senator. På tillskyndan av Messalina blev Seneca år 41 av Claudius förvisad till Korsika, enligt uppgift för delaktighet i kejsarens brorsdotter Julia Livillas utsvävningar, i själva verket säkerligen av politiska motiv. Under tiden i exil ägnade han sig åt fördjupade studier i filosofi och naturvetenskap, och författade de tre avhandlingarna som ingår i Consolationes: De Consolatione ad Marciam, De Consolatione ad Polybium och De Consolatione ad Helviam.
Återkallad år 49 på föranstaltande av Agrippina den yngre blev han praetor och hedrades med uppdraget att leda uppfostran av hennes son, sedermera kejsar Nero. Året därpå gifte han sig med den mycket yngre Pompeia Paulina, som var välbärgad och inflytelserik. Han stod i nära förbindelse med Sextus Afranius Burrus och de båda blev Neros närmaste män. Seneca utövade på den unge Nero inflytande i god riktning och innehade under de första åren av Neros regering en ledande statsmans ställning, inofficiellt motsvarande chefsminister. Intriger vid hovet vände slutligen Nero emot honom.
År 62, nu föremål för kejsarens misstankar, drog han sig tillbaka från hovet och efter upptäckten av den pisonianska sammansvärjningen år 65 fick han av Nero befallning att begå självmord. Såväl Seneca som hans hustru Paulina skar då upp blodådrorna; Paulina blev emellertid på kejsarens befallning räddad och levde ännu några år.
Historien om Seneca och Nero är beskriven av Tacitus i Annales, XIV: 52 ff., XV: 60–65, av Dio Cassius och hos Suetonius; deras uppgifter skiljer sig åt beträffande hans roll i pisonianska sammansvärjningen och ifråga om frivilligheten i hustruns självmordsförsök.

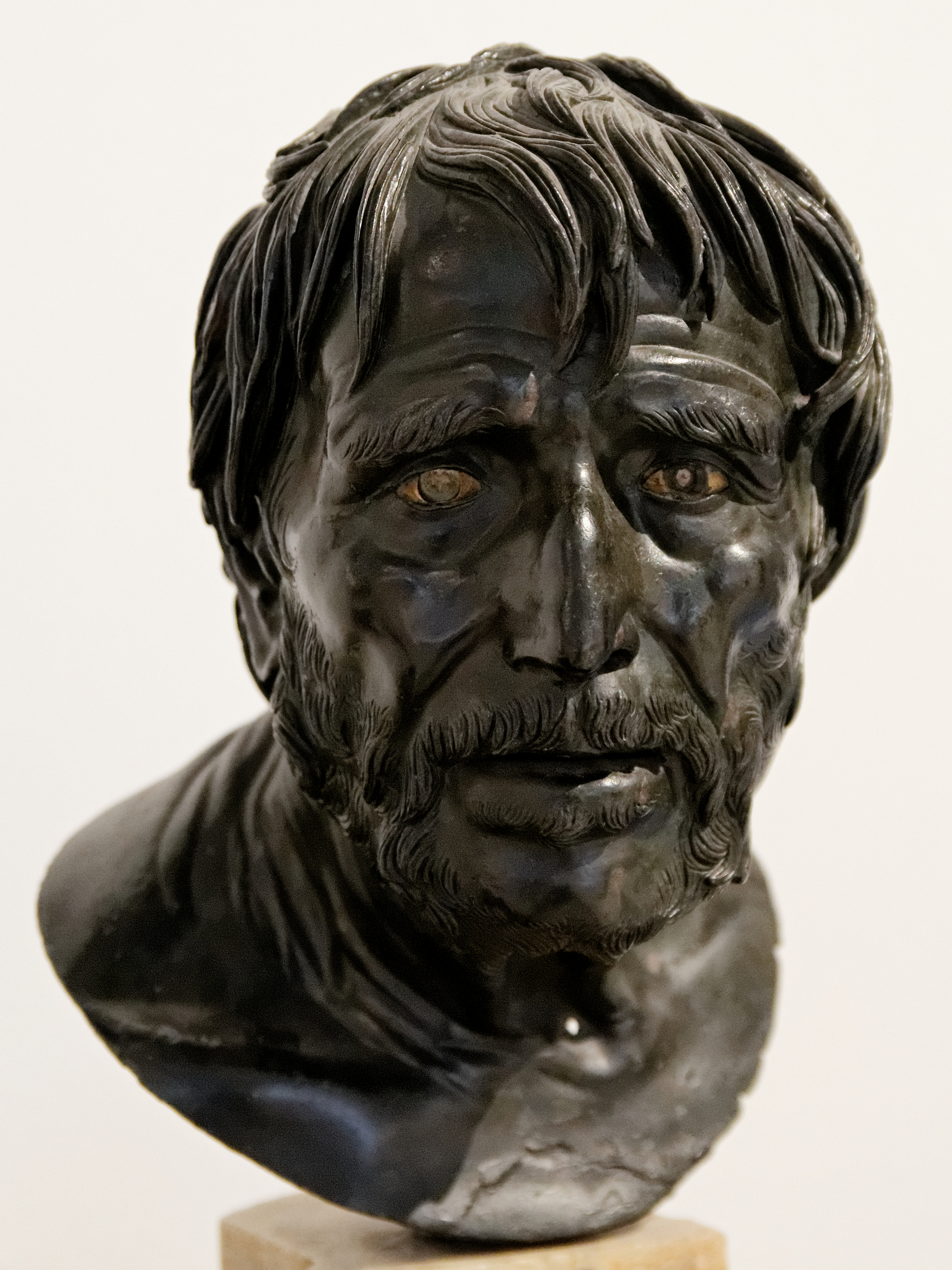
Pseudo-Seneca, bronsbyst från Villa dei Papyri som tidigare troddes föreställa Seneca.

## Författarskap
Seneca utövade ett författarskap som i mångsidighet står utan motstycke under kejsartiden. Bland bevarade skrifter på prosa må nämnas hans filosofiska, naturvetenskapliga, skönlitterära och prosaverk.
Till hans filosofiska arbeten, varav tio kan sammanfattas under den något oegentliga benämningen Dialogi ("Dialoger") hör De providentia ("Om försynen"), De ira ("Om vreden"), De vita beata ("Om levnadslycka"), De brevitate vitæ ("Om livets korthet"), Ad Helviam matrem de consolatione, en trösteskrift till hans mor Helvia med anledning av hans landsförvisning. Till samma genre som dialogerna hör De clementia ("Om mildhet"), tillägnad Nero kort efter dennes tronbestigning år 54, samt ett större arbete De beneficiis ("Om välgärningar"). Särskilt märkliga genom sin rikedom på tankar och intresseväckande skildringar är Epistulae Morales ad Lucilium ("sedelärande brev"), egentligen små etiska avhandlingar i brevets form, inalles 124 i (minst) 20 böcker, Senecas mest betydande arbete.
Av naturvetenskapligt innehåll är Naturales quæstiones ("Naturvetenskapliga frågor", i sju böcker), huvudsakligen om meteorologiska företeelser samt något astronomi och geografi, i anslutning till Poseidonios med fler, med inströdda etiska tankar om den gudomliga världsstyrelsen med mera.
På vers skrev Seneca, utom åtskilliga epigram, nio tragedier (Medea, Oedipus, Hercules furens, Hercules oetæus, Thyestes, Phoenissæ, Phaedra, Troades och Agamemno), de enda bevarade alstren av denna diktart inom den romerska litteraturen, men av säregen art: de var inte direkt fortsättning på republikens sorgespel och inte närmast avsedda för scenen, utan för deklamation ("läsdramer"), varför också den dramatiska handlingen är betydligt inskränkt, huvudsakligen till sensationella moment, medan praktfulla, färgrika beskrivningar och över huvud taget sådant som var anlagt på retorisk effekt, intar ett betydande rum; därjämte innehålla dessa stycken, särskilt i körsångerna, moralfilosofiska betraktelser och sentenser, ej sällan som omklädnad för opposition mot det kejserliga godtycket. I detta sammanhang må nämnas, att även en s.k. fabula prætextata, d.v.s. tragedi med romerskt ämne, Octavia (efter huvudpersonen, Neros olyckliga gemål), i handskrifterna tillägges Seneca; den härrör emellertid från en okänd, något senare författare.
På omväxlande prosa och vers skrev Seneca en kvick, men hänsynslöst elak satir över den nyligen mördade kejsar Claudius (det enda bevarade provet på en s.k. menippeisk satir, se Satyre ménippée).
En betydande del av Senecas skrifter (tal och brev, geografiska, moralfilosofiska och naturvetenskapliga arbeten) har gått förlorad.

## Senecas filosofi
Seneca var som filosof, liksom romarna i allmänhet, föga intresserad av metafysiska problem och systematiska undersökningar, men så mycket mera av psykologiska företeelser och de etiska sanningarnas popularisering; för hans samtid var ju också filosofin närmast praktisk levnadsvisdom. Till sin grundåskådning stoiker, i anslutning till Poseidonios, upptog han åtskilligt från andra riktningar och mildrade sina strängare föregångares läror genom att söka anpassa dem efter det verkliga livet.
Hos samtid och eftervärld har Seneca, den rike hovmannen, ej utan skäl fått uppbära klander för bristande överensstämmelse mellan liv och lära, något som han också delvis medger, liksom man inte sällan finner uttalanden som röjer djup psykologisk blick för människoandens svagheter.

## Religiös åskådning
Senecas religiösa tankar har alltid varit uppmärksammade: han tror på en försyn, "en gud", som "är dig nära, han är hos dig, han är inom dig; en helig ande (sacer spiritus) bor inom oss som vaksamt iakttager det onda och goda hos oss" (ep. 41). Han visar stark medkänsla för slavarna och uttalar sin avsky för de blodiga spelen på amfiteatern o.s.v.
På grund av dylika uttalanden har man stundom antagit att Seneca påverkats av kristendomen: hans tankar, varav somliga finns redan hos Platon, kan också härledas från hans stoiska ståndpunkt, och direkt mot en kristen påverkan talar t.ex. hans gillande av självmordet under vissa förhållanden, hans ännu i det sista famlande uttalanden om själens odödlighet, hans saknad av tro på en personlig Gud samt obekantskap med andra för kristendomen karakteristiska sanningar.

## Stil och mottagande
Som språk- och stilkonstnär är Seneca en typisk och på samma gång glänsande representant för den s.k. silveråldern: i medveten opposition mot t.ex. Cicero undviker han fylliga perioder och använder med förkärlek korta, med stilistisk beräkning rytmiskt formade satser, där samma tanke konstfullt varieras för att emellanåt, särskilt mot slutet, skarpt poängteras, ofta i antitesens form; en stil som i hans tragedier på grund av innehållets patos stundom slår över i svulstighet.
Seneca lästes med iver och beundran av samtidens ungdom, och det torde vara otvivelaktigt att hans stil, som innebar ett närmande till det talade språket, bidrog att uppehålla latinets livskraft och förbereda dess fortsättning i dotterspråken. Efter hand framträdde opposition (se Quintilianus) mot hans stilart, som hos dem som tog efter honom utan att äga hans talang urartade till osmakligt maner. De kristna författarna, t.ex. Tertullianus, yttrar sig om Seneca i mycket sympatiska ordalag, och något senare, troligen under 300-talet, utgavs av obekant författare en brevväxling mellan Seneca och aposteln Paulus som länge ansågs äkta men som av den nyare tidens textkritik betecknas som fingerad.
Högt värderad under medeltiden, då bl.a. hans Naturales qusestiones var den förnämsta läroboken i fysik, har Seneca sedan renässansens dagar flerstädes förlorat mycket av den glans som förut omstrålat honom; dock har den franska estetiken alltid skattat honom högt, och ännu under 1900-talets franska vältalighet spårar man sambandet med den stil vars mest glänsande representant han var.
Asteroiden 2608 Seneca är uppkallad efter honom.

## Citat
- Audiatur et altera pars – ”Den andra parten bör också höras”
- Non vitae sed scholae discimus - ”Vi lär ej för livet, utan för skolan”. (Då han kritiserade skolväsendet i Rom.)
- När ett barn födes vanskapligt, dränker man det (Citerat av Hjalmar Söderberg i Doktor Glas)
- Vi lider oftare i vår fantasi än i verkligheten

## Verk
- Dialogi
- Naturales quaestiones
- Hercules furens
- Tròades
- Phoenissae
- Medéa
  - Medea: tragedi (översättning Ragnar Törnebladh) (Beijer, 1877)
  - Medea: sorgespel (översättning Carl Anton Melander) (1882)
  - Medea (översättning Alf Önnerfors) (Alf Önnerfors, 2008)
- Phaedra
- Oédipus
- Agamemnon
- Thyestes
- Hercules Oetaeus
- Ludus de morte Claudii (Apokolokyntosis)
  - Senecas Apocolocynthosis: en paskill från den romerska kejsartiden (översättning Tönnes Kleberg) (Gumpert, 1937)
  - Förkurbitsningen: en smädeskrift om kejsar Claudius (översättning Kimmo Järvinen) (Åström, 2003) [tvåspråkig utgåva]
- De brevitate vitae
  - En lycklig lefnad (anonym översättning) (Västerås: Joh. Laur. Horrn, 1791)
  - Om lifvets korthet (översättning Johan Bergman) (Björck & Börjesson, 1912)
  - Om livets korthet och andra skrifter (översättning Magnus Wistrand) (Daidalos, 2012)
- Ad Lucilium epistulae morales
  - Senecas bref (anonym översättning) (Helsingfors, 1907)
  - Breven till Lucilius (översättning i urval av Bertil Cavallin) (Forum, 1979)
  - Breven till Lucilius (komplett översättning Magnus Wistrand) (Daidalos, 2018)
- Valda skrifter (översättning C.A. Brolén) (Hierta, 1883)
- Afhandling om vreden af Seneca uti trenne böcker til des vän Novatus (fri öfversättning af Sven Brink [dvs. Mattias Hasselrot], 1802) ["Enl. Cod. Holm. U 37 är Brink förläggare och M. Hasselrot översättare", anm. i Libris]
- De providentia
  - Om försynen (översättning Lars Nyberg) (Bokförlaget Augusti, 2024)

## Bilder
| - Staty i Córdoba. - Senecas död. Målning av Rubens. - Senecas död. |